# Ронки-деи-Леджонари
Ронки-деи-Леджонари (итал. Ronchi dei Legionari) — коммуна в Италии, располагается в регионе Фриули-Венеция-Джулия, в провинции Гориция.
Население составляет 11 937 человек (2008 г.), плотность населения составляет 746 чел./км². Занимает площадь 16 км². Почтовый индекс — 34077. Телефонный код — 0481.
Покровителем коммуны почитается святой Лаврентий, празднование 10 августа.

## Демография
Динамика населения:

## Администрация коммуны
- Официальный сайт: http://www.comuneronchi.it/